# Yuyaquita
Yuyaquita är en ort i Mexiko.   Den ligger i kommunen Santiago Pinotepa Nacional och delstaten Oaxaca, i den sydöstra delen av landet, 400 km söder om huvudstaden Mexico City. Yuyaquita ligger 24 meter över havet och antalet invånare är 111.
Terrängen runt Yuyaquita är huvudsakligen platt, men åt nordost är den kuperad. Runt Yuyaquita är det ganska glesbefolkat, med 42 invånare per kvadratkilometer. Närmaste större samhälle är Santiago Pinotepa Nacional, 14,9 km norr om Yuyaquita. Trakten runt Yuyaquita består till största delen av jordbruksmark.